# Anakonda terv

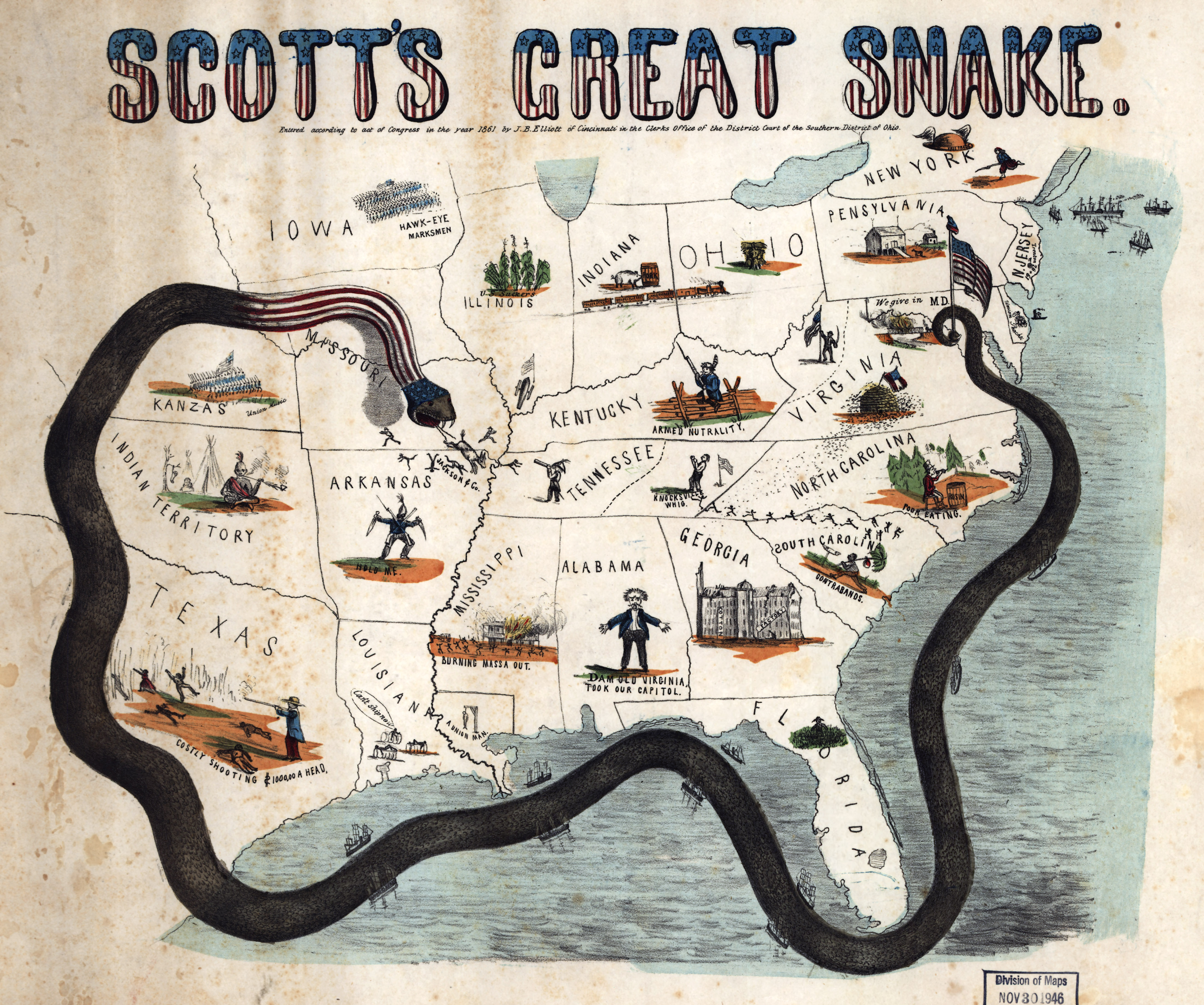
Scott tervének sematikus térképi ábrázolása 1861-ben

Az Anakonda terv avagy Scott óriáskígyója elnevezést széles körben alkalmazták az amerikai polgárháborúban az elszakadt déli államok legyőzése céljából kidolgozott stratégiára. Kidolgozója Winfield Scott vezénylő tábornok volt, és a terv hangsúlyát a déli kikötők blokádjára helyezte, melyet a Mississippi-folyó mentén való előrehatolás egészített ki a partvonalig. A blokád jellegénél fogva inkább passzív hadviselés lett volna, az intranzigens északi kisebbség hangosan gúnyolta és kárhoztatta. Ezek szóhasználatában a terv ahhoz hasonlított, mint mikor egy óriáskígyó körbecsavarodik áldozata körül és megfojtja, melyet a terv ellenzői tűrhetetlenül lassúnak találtak. A kígyó képzete ragadósnak bizonyult és azóta is népszerű megnevezése maradt a tervnek.

## A terv és kritikája

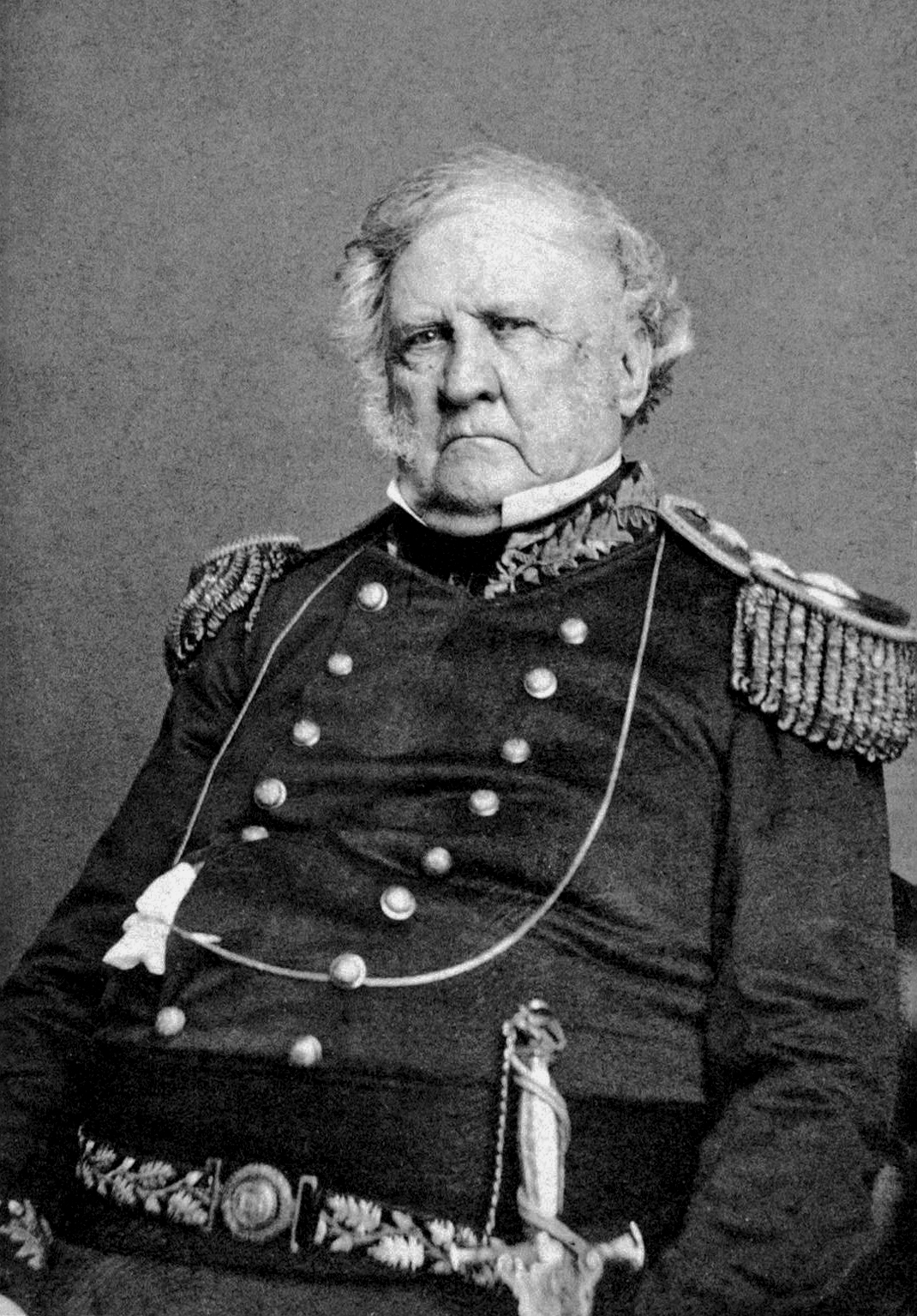
Winfield Scott tábornok 1862-ben

A polgárháború korai szakaszában Winfield Scott vezénylő tábornok előterjesztette a Amerikai Konföderációs Államok ellen viselendő háború stratégiai tervét, melynek két fontos eleme a minden elszakadt államra kiterjedő teljes tengeri blokád és egy körülbelül 80 000 fős hadsereg előrenyomulása a Mississippi folyó, mint közlekedési főútvonal mentén volt. Az előrenyomulás ékét hajókon szállított, relatíve kis létszámú szárazföldi csapatok képeznék, melyet a gyors előrehatolásban és a folyómenti konföderációs csomópontok elfoglalásában folyami hadihajók támogatnak. Ezt követi a hadsereg zöme hagyományos módon haladva és a már kivívott győzelmeket biztosítva. A döntő ütközetet a New Orleans-tól délre elhelyezkedő erődök birtoklásáért tervezte vívni, és azok eleste után a folyó teljes hossza az uniós erők kezébe kerül, miáltal a lázadó erőket kettévágják.
Scott tervének egyes elemei hasonlóak voltak a háború kitörését megelőzően már létező, kisebb mértékű belföldi felkelés elfojtására kidolgozott tervhez. Egyezett a kikötők lezárása és a hadsereg felhasználása a civilek megadásának kikényszerítésére. Egy új állam, vagy politikai egység reguláris haderejével való megmérkőzésre vonatkozóan nem szolgált útmutatással a korábbi terv.
A teljes stratégiai tervet nem lehetett azonnal a gyakorlatba átültetni. A Mississippin folytatott hadjárathoz szükséges típusú hadihajók nem léteztek, kezdetben az Amerikai Egyesült Államok haditengerészete nem tudta kikényszeríteni a blokádot és időbe telt a hajók összeszedése és a legénység kiképzése. Ezt az időveszteséget a terv kritikusai, jórészt radikális abolicionisták nem akarták megengedni, ezért Scott tervének nevetségessé tételén fáradoztak. Ellenjavaslatuk egy azonnal végrehajtandó szárazföldi hadjárat volt a Konföderáció fővárosa, Richmond bevételének céljával. Hitük szerint egy pár főbb erősség bevétele után a Konföderáció összeomlott volna.
Az események rájuk cáfoltak, mivel a konfliktus hosszabbra nyúlt, mint azt hitték. A négy évig húzódó harc folyamán az északi flotta egyre erősödő blokádja gyengítette a Konföderáció ellenállását, bár ennek mértékét máig vitatják. A Konföderáció területét 1863-ra sikerült kettévágni a Mississippi mentén az utolsó erőd, Vicksburg elfoglalásával és a történészek konszenzusa szerint ez legalább olyan fontos volt a győzelem szempontjából, mint a keleti hadszíntér szárazföldi ütközetei, melyek sokkal több figyelmet kaptak. Ezáltal az északi győzelem nagyon hasonló módon valósult meg, mint azt Scott az Anakonda-tervben körvonalazta, s ezzel páratlan katonai éleslátásról tett tanúbizonyságot. Ez a tény a későbbiekben kedvező fényt vetett az addig gúny tárgyaként kezelt Anakonda-tervre, s általában úgy tartják, hogy a terv zsinórmértékként szolgált Lincoln elnök számára stratégiai elképzeléseit illetően.

## A terv keletkezése
Az Anakonda-terv történelmi fejlődésen ment keresztül. A blokádot Lincoln egy héttel A Sumter-erőd ostroma után, 1861. április 19-én hirdette meg. Bejelentése szerint minden elszakadt állam kikötőjét Dél-Karolinától Texasig lezárják, majd később Virginia és Észak-Karolina elszakadása után ezekkel a partokkal bővítették a tervezett blokád térségét. Ezen elnöki rendelet a háború végéig érvényben maradt, így a blokád Scott tervétől függetlenül jött létre.

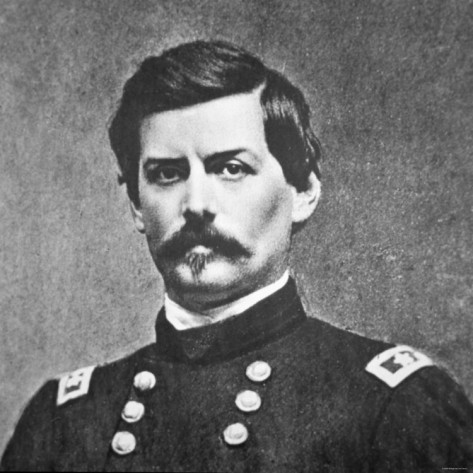
George B. McClellan vezérőrnagy fiatalkori képe

A szecesszió korai időszakában az olyan el nem szakadt határállamok, mint Missouri, Kentucky, Maryland, és Delaware rabszolgatartó államok voltak, emiatt pártállásuk nem volt világos. Delaware kivételével mind erős szálakkal kötődtek a Délhez. Missouriban kicsiben képeződött le az országot megosztó konfliktus, Marylandet pedig csak úgy sikerült az Unió oldalán tartani, hogy az azt ellenzőket bebörtönözték. Kentucky megpróbált kívül maradni a háborúval fenyegető konfliktuson és kihirdette semlegességét, nem segítve sem Észak, sem Dél erőit, amíg azok nem háborgatják Kentucky-t.
A kongresszus ülésezésének hiánya folytán Lincoln karhatalmi erőfelmutatása mögött nem volt törvénykezési jóváhagyás, így az elnök a hozzá hű államok katonaságára támaszkodva akarta a lázadásnak tekintett elszakadást leverni. Ohio különösen buzgó aktivitást mutatott fel és hamar biztosította George B. McClellan szolgálatait, akit vezérőrnagyi rangban az állami milícia parancsnokává neveztek ki. Pár héten belül nemzeti szolgálatba álló milíciák közül parancsnoksága alá vonták az indianai és illinois-i milíciákat is. Ennek az erőnek a birtokában McClellan 1861. április 27-én levelet írt Scottnak, melyben körvonalazta saját stratégiai elképzelését. Ez azonnali Richmond elleni felvonulást irányozott elő a Kanawha-folyón felfelé nyomulva, vagy pedig, amennyiben Kentucky elszakad, akkor azon át Tennessee állam fővárosáig, Nashville-ig, hogy a körülmények döntsenek a további teendőkről.
Scott beszámolt McClellan leveléről Lincolnnak és kifejtette róla véleményét is, ami jelzi, hogy megfontolás tárgyává tette a benne foglaltakat, de összességében elvetette. Első ellenérve az volt, hogy a Kanawha nem alkalmas vízi csapatszállításra, tehát a hadseregnek Richmondig gyalog kellett volna eljutnia, mely ember-, ló- és felszerelésveszteséggel járt volna. Ennél többet nyomott a latban, hogy Nyugat-Virginia ekkoriban még Virginia részét képezte és tudhatóan unióbarát volt; Scott becslése szerint hétből öt lakos ellenezte az elszakadást. Egy McClellan-féle invázió elidegeníthette volna ezeket az embereket, mivel földjüket mind barátaik, mind ellenségeik részéről kitette volna a háború pusztításának. Scott hasonló érveket emelt a Kentucky-ba való bevonulás ellen is. Talán legpusztítóbbnak Scott azt a vonást ítélte a kezdeményezésben, hogy a Konföderációt darabonként vonná ellenőrzés alá, így szükségképpen a határállamok viselnék a terhek legnagyobb részét, "ahelyett, hogy (majdnem teljesen) bekerítenénk őket a Mississippi-n annak torkolatától az Ohio-folyó torkolatáig létesített kikötői zárral, valamint a tengeri színtéren fenntartott blokáddal."
Scott Anakonda-tervének csírái a fenti értékelésben már megjelennek. Pár nappal később további megfontolás után Scott McClellannek küldött 1861. május 3-i válaszlevelében megírta saját elképzelését. Május 21-re datált második levelében pedig terve végleges körvonalait fektette le. McClellan jelentéseiben és tevékenységében azonosult az Anakonda terv szellemiségével, ennek megfelelően hivatalának fennhatóságát kibővítették Missouri államra is egy időre, de a helyi politikai erők később ezt megtorpedózták. 1861. július 21-én az első bull run-i csatában váratlanul vereséget szenvedett Irvin McDowell Virginiai hadserege és ennek következtében a Konföderációban megerősödött a benyomás, hogy az új állam képes a védekezésre és szabadságának kivívására katonai ereje által. Ez lerombolta az országban még meglevő unionista meggyőződés erejét és így halálos sebet ütött az Anakonda terven magán is. Többé már nem lehetett abban reménykedni, hogy pusztán blokáddal, fojtogató katonai jelenléttel és a belső ellenzék nyomásával visszájára lehet fordítani az elszakadást.
Scott nem volt képes az Anakondát felváltó stratégiai víziót alkotni és nem volt képes a védelmezett tervet a megváltozott körülmények között alárendeltjeivel, pl. McClellannel továbbra is elfogadtatni, illetve keresztülvinni a kormányzati ellenkezésen. A bull runi vereség után a Potomac adminisztrációs hivatal élére kinevezett McClellan saját elképzelést alkotott és tett le az asztalra 1861. augusztus 2-án. Scott idős és beteges lévén egyre többet foglalkozott a visszavonulás gondolatával és minden folytatódó engedetlenség ebbe az irányba befolyásolta. A további hivatali összetűzések miatt 1861 októberében a kabinet elfogadta lemondását és az aktív szolgálattól való visszavonulását. Vezénylő tábornoki beosztásában kívánsága ellenére nem Henry W. Halleck vezérőrnagy követte, hanem a stratégiájának ellenfelévé váló George B. McClellan, akinek egy hatalmas, 273 000 fős, Virginia elfoglalására koncentráló hadsereggel a győzelmet kivívó stratégiáját a kormányzatot befolyásoló politikai körök ekkor még nagy várakozással üdvözölték.

## A terv kivitelezése
Mivel ellenséges fogadtatása miatt a tervet sohasem fogadták el hivatalosan, ezért csak összehasonlítható, mennyiben követték a hadműveletek a terv előirányzatait.

### A Mississippi-völgyének ellenőrzése

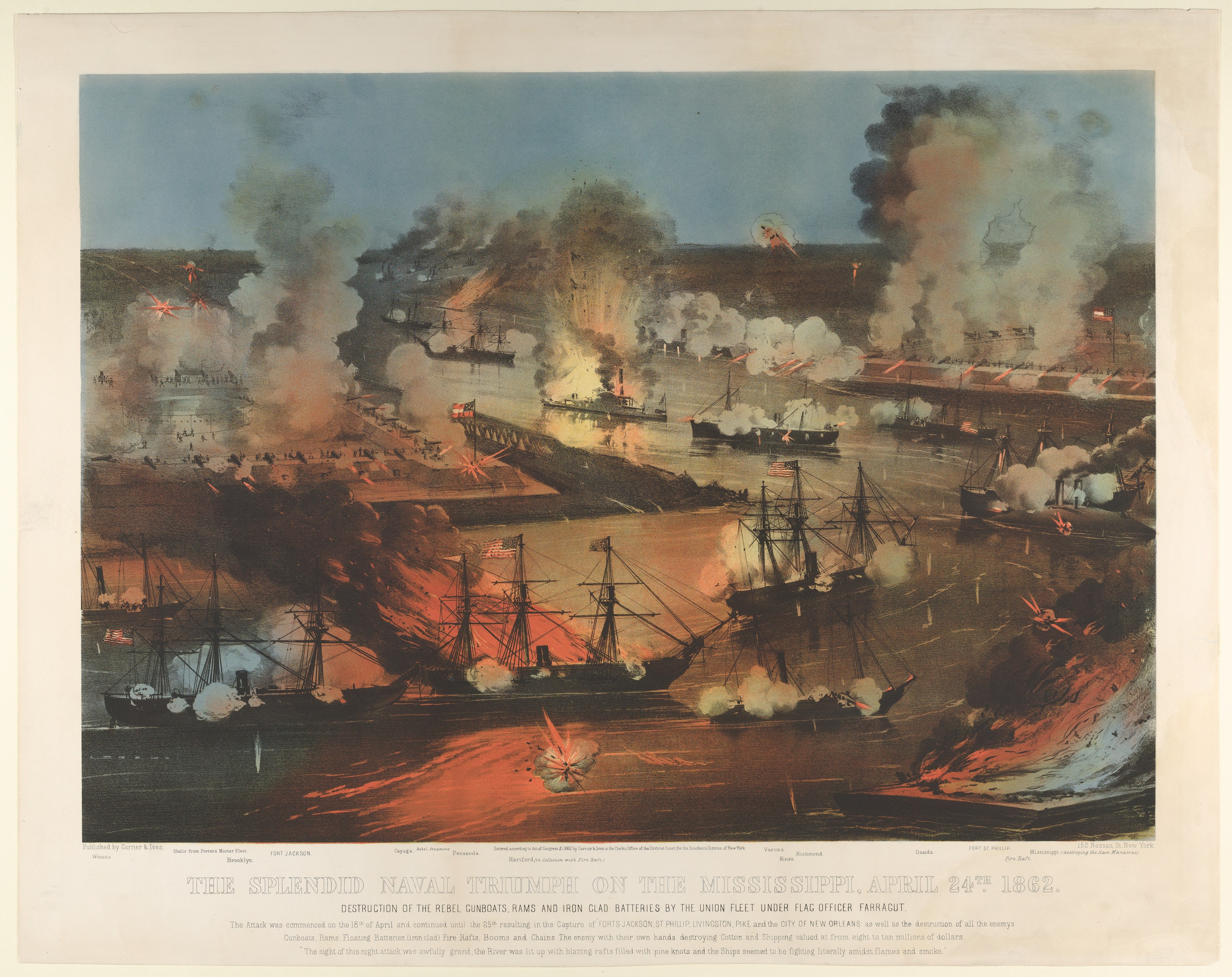
New Orleans ostroma, a U.S. Naval Historical Center fényképe (a washingtoni U.S. Navy Art Collection szívességéből

McClellan és később a nyugati hadszíntéren illetékes utóda Henry W. Halleck vezérőrnagy irányítása alatt a Mississippi-menti hadszíntér némileg hadszíntér némileg háttérbe szorult a nyugati hadszíntérhez képest. Halleck McClellan jóváhagyásával a Konföderáció Mississippi mellett kiépített állásainak megkerülését alkalmazta inkább mintsem közvetlen megtámadásukat, így a hadműveletek távolodtak a folyó vonalától. Halleck meglátása szerint "nem a Mississippi, hanem a Tennessee-folyó volt a nyugati hadjárat nagy stratégiai útvonala."
Ezzel szemben a Navy Department, a Tengerészeti Minisztérium elkötelezett maradt a Mississippi útvonalának biztosítása mellett. Gustavus Vasa Fox államtitkár már a háború elején elhatározta, hogy New Orleans a Mexikói-öböl felől indított tengeri hadművelettel elfoglalható, mely után minden más parti település is inkább megadja magát, hogysem állja a hajóágyúk bombázását. New Orleans bevételének feladatát David Glasgow Farragut sorhajókapitány kapta meg, aki kidolgozta saját műveleti terveit. 1862. április 24-én éjjel áttört Fort Jackson és Fort St. Philip erődök, tehát New Orleans déli védművei mellett, majd kikényszerítette a város megadását.
Az erődök tüzétől megsérült hajóinak kijavítása után Farragut folytatta útját a folyón felfelé és elfoglalta Baton Rouge és Natchez városát. A könnyű hódításnak azonban Vicksburg erődje megálljt parancsolt, mivel a magaslaton fekvő konföderációs erősség falai ellenálltak a hajóágyúk egész napos rombolásának.

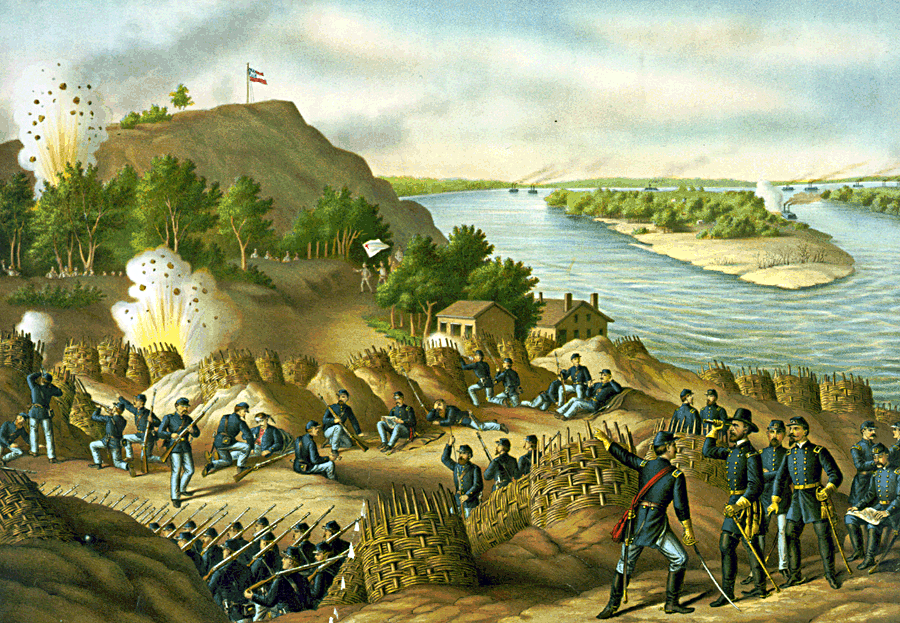
Vicksburg ostroma (1863)
Kurz és Allison grafikája.

A 10-es számú szigeti csata elvesztése után és New Orleans elvesztése előtt a Konföderáció feladta Memphist is. Csak egy kisebb utóvédet hagytak a visszavonulás fedezésére, és ez kénytelen volt megvívni a memphisi halogató ütközetet. 1862 júniusa elején a Nyugati flottilla és a hadügyminisztérium pár döfőorrú hajója elsöpörte őket az útból, így a Mississippi Vicksburgtől délre és északra egy évvel a háború kitörése után uniós ellenőrzés alá került. A Mississippi völgyének fejleményeit kevésbé fontosnak tartó Halleck nem küldött segítséget Farragutnak, mivel nem ismervén annak szűkös emberállományát azt hitte, hogy a flotta egyedül is be tudja venni Vicksburgöt. A flottilla mély merülésű hajóit a nyári hőségben apadó víz hamarosan visszafordította Vicksburg alól New Orleans környékére.
Halleck vezénylő tábornokként 1862. november 23-án jelezte a nyugati hadszíntér parancsnokává előléptetett Grantnek, hogy szükségesnek tart egy Vicksburg ellen irányuló hadműveletet. Grant megragadta az alkalmat, de Earl Van Dorn és Nathan Bedford Forrest tábornokok december közepi portyájának sikere megakasztotta a támadást, a Vicksburgöt védő John C. Pemberton altábornagy erőit pedig fokozatosan erősítették. Ezt követően a téli és tavaszi hónapokat az uniós erők különböző mérnöki munkákkal és hiábavaló flottamanőverekkel töltötték, melyeket a természet és a konföderációs ellenállás rendre meghiúsított. Az április végén megindult támadás során végül 1863. július 4-én Vicksburg kapitulált a nyomasztó uniós túlerő előtt.

### A blokád

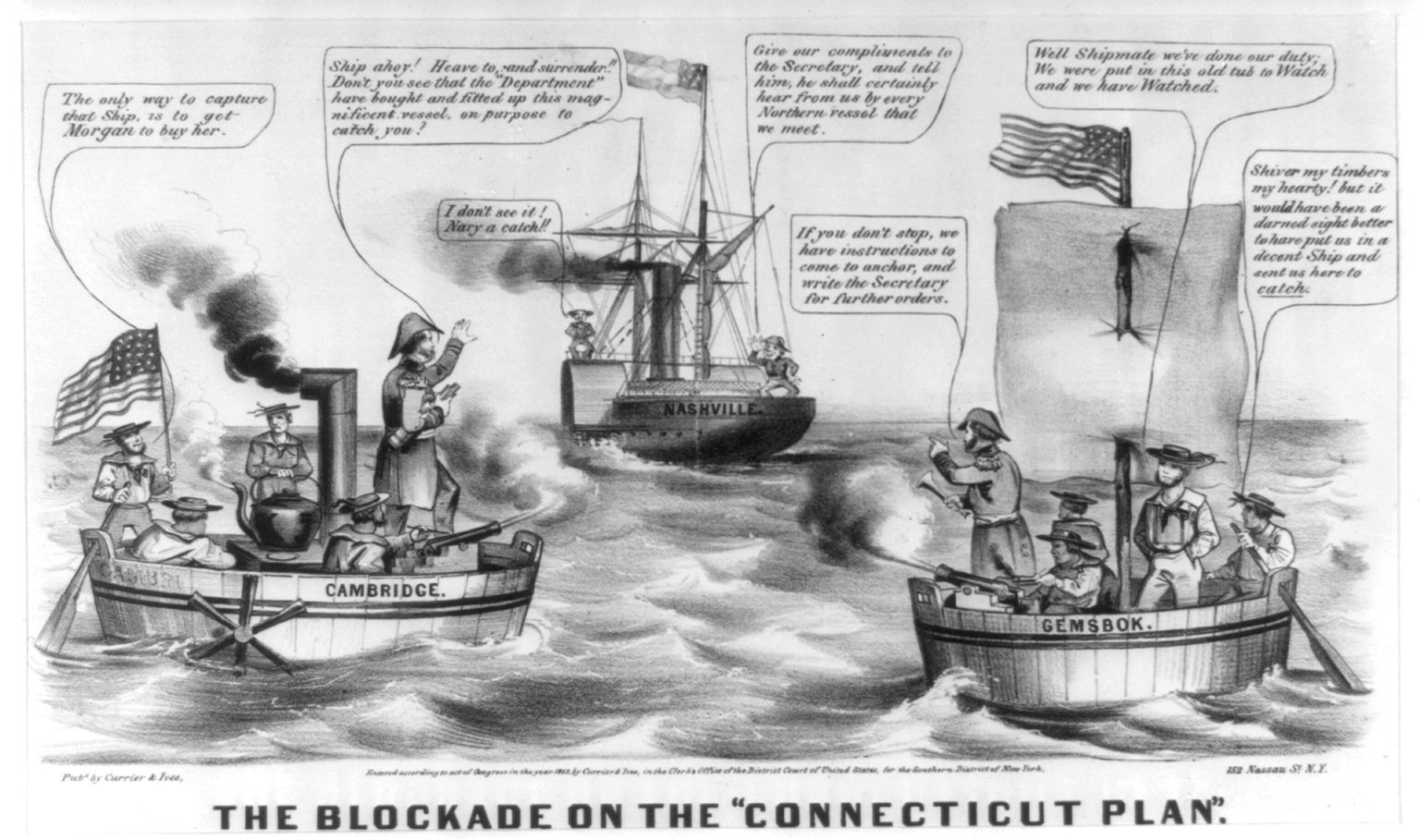
A blokád korai szakaszának hatástalanságát gúnyoló északi karikatúra. A USS Gemsbook és a USS Cambridge dereglyéi sikertelenül és meglehetősen lanyha igyekezettel próbálják elfogni a CSS Nashville blokádtörő hajót.
Currier & Ives grafika 1862-ből.

Scott terve a blokád terén nem tartalmazott konkrét, létszámra lebontható előirányzatot, mekkora mennyiségű csapatok szükségesek a 4800 km-es partvonal blokádjához. Szintén nem tárgyalta a szükséges erőforrások elosztását. Nem határozott meg időtartamot a cselekvések végrehajtására és nem jelölt meg fontossági súlypontokat. Ennek a munkának a javát később a Blokádstratégiai Bizottság végezte el. A Bizottság a Tengerészeti Minisztérium felkérésére ülésező csoport volt, melyet a hadsereg és a Pénzügyminisztérium képviselői egészítettek ki. Rowena Reed történész szerint az ösztönző erő a Bizottság mögött Salmon P. Chase pénzügyminiszter volt, valamint az ellenőrzése alatt álló adóhivatal, a US Revenue Service, melyet a vámok be nem folyása igen súlyosan érintett a költségvetési kiadások fedezésekor. 1861 nyarán a Bizottság jelentéscsokorban foglalta össze javaslatait, hogyan lehetne a blokádot sikeresen fenntartani, tekintetbe vévée a partok topográfiáját, a különböző déli kikötők nyújtotta előnyöket, a vélhető ellenállás mértékét és a két fél által használni szándékozott hajók tulajdonságait. A Bizottságnak a Mexikói-öbölre vonatkozó ajánlásai elnagyoltak voltak és később nem vették figyelembe őket, ellenben az Atlanti-óceánon az események meglehetősen hasonlítottak az ajánlásokra.

### Az atlanti part blokádja

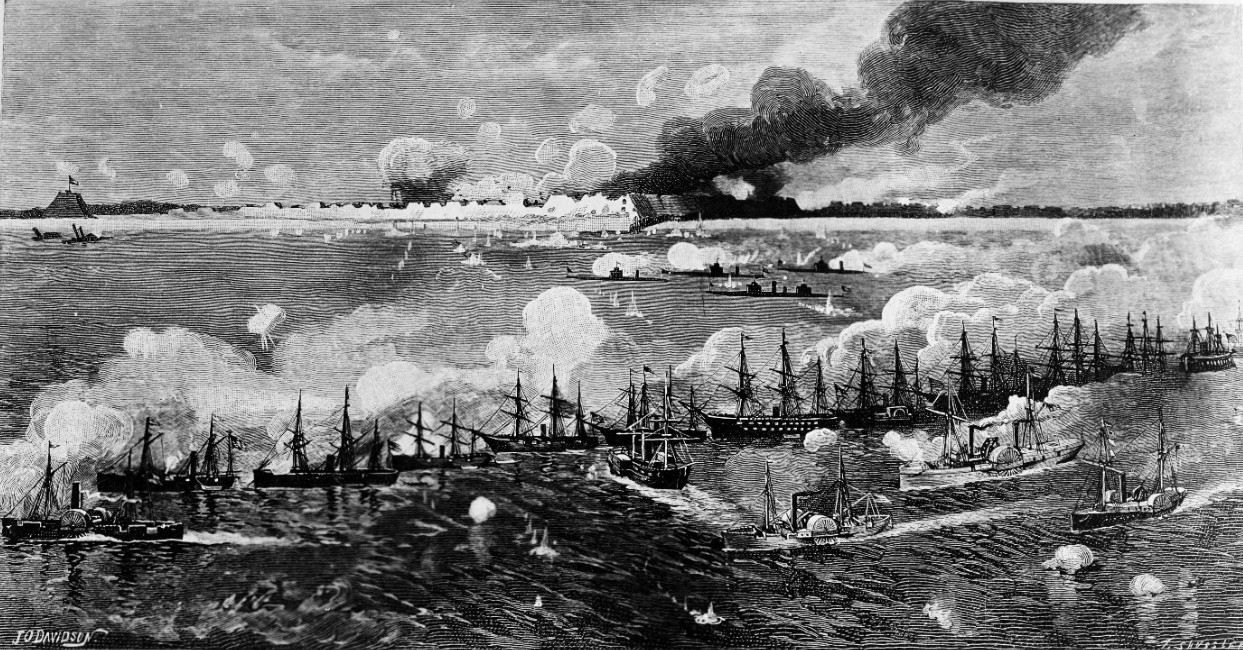
Fort Fisher bombázása, T. Shussler metszete

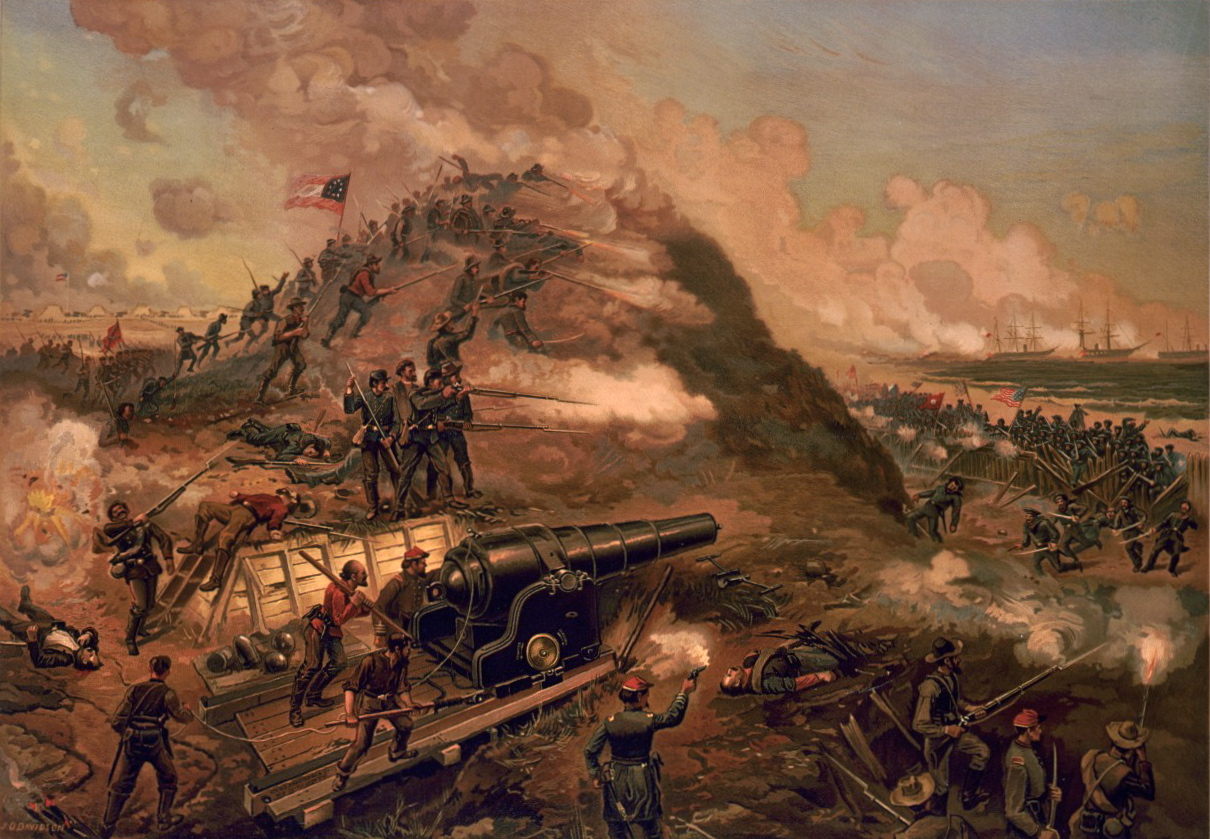
Fort Fisher ostroma, J. O. Davidson festménye kb. 1887-ből

Az a műveletek kezdetétől világos volt, hogy a blokádhoz gőzhajók kellenek. Ezek tengeren maradásának idejét erősen korlátozta a szén. Ezért az uniós haditengerészetnek viszonylag közeli kikötőket kellett szereznie a szeneléshez, másképp idejük nagy részét az oda- és visszaúton töltötték volna a hajók. A Chesapeake-öböltől délre azonban az összes kikötőt az elszakadt államok ellenőrizték. A blokádhoz tehát legalább egyiküket el kellett foglalni, így a tisztán tengeri műveletben megjelent a szárazföldi elem, az ellenség területének megszállása.
Noha a Bizottság a floridai Fernandina elfoglalását ajánlotta, előbb két másik támaszpont került terítékre. A Hatteras-fok közelében épült kisebb erődöket az unió 1861. augusztus 28-29-én foglalta el. 1861. november 7-én a flotta bevette Port Royalt, melynek mély vizű tengeri kikötője a georgiai Savannah és a dél-karolinai Charleston között feküdt félúton. A Hatteras-foki expedíciót eredetileg csak portyának tervezték. A megtartása csak annyi ideig volt fontos, ameddig a keskeny öböl forgalmát blokkolni tudják. Később azonban tartós jelenlétre változtatták a célt és 1862 első hónapjaiban az úgynevezett Burnside-hadjárattá fejlesztették tovább, mely a Roanoke-sziget elfoglalásával tartós uniós jelenlétet eredményezett Észak-Karolinában. Port Royal birtokában az Unió a Savannah köré húzott blokádot majdnem teljesen áthatolhatatlanná tette, viszont Charlestonnal jóval kevésbe boldogult. Utóbbi kikötőjének használata megnehezült a blokádtörő hajók számára, de a teljes elzárására csak 1863 áprilisában került sor, Charleston külső védműveinek elfoglalásával. A végsőkig elkeseredett harc szeptemberig folytatódott és a kikötő forgalmának lezárulását eredményezte. Charleston, az elsőként elszakadt Dél-Karolina legfőbb kikötője azonban inkább szimbolikus jelentőséggel bírt a blokád céljának szempontjából, mivel a Konföderáció legfőbb blokádtörő forgalma az észak-karolinai Wilmingtonban volt keresendő. Wilmington kikötője egészen a háború végéig üzemelt. Az öböl bejáratát védő Fisher-erődöt csak 1865. január 15-én sikerült bevenni Fort Fisher második ostroma nyomán.

### A Mexikói-öböl blokádja

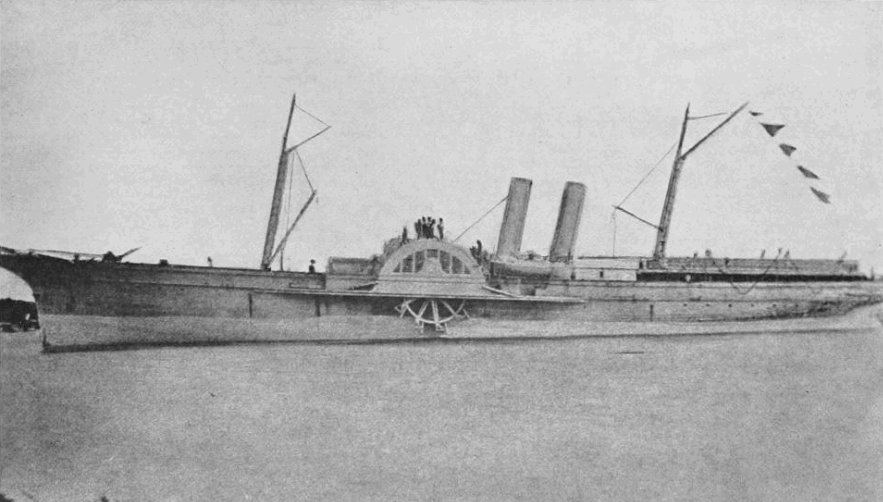
A CSS Advance blokádtörő hajó 1864 szeptemberében, elfogása után Havanna kikötőjében állva.

A Mexikói-öbölben fekvő konföderációs kikötők az atlanti partokhoz képest kevésbé voltak fontosak. Nem csak távolabb helyezkedtek el a Bermudán és Nassaun levő legközelebbi brit kikötőktől, ahol a konföderációs árukat átvették, s ezzel a blokádtörő aktivitás központi színhelyévé váltak, de ráadásul a hajóknak el kellett volna haladni Florida Keys szigetei mellett, melyek változatlanul uniós ellenőrzés alatt maradtak és a Gulf Blockading Squadron hajóinak bázisául szolgált. Ezért az itteni kikötőkből induló hajók legfőképpen Havannát célozták meg. A Konföderáció limitált haderejével nem kísérelte meg egész partszakaszának védelmét, hanem csak a legfontosabb kikötők védelméről gondoskodott. A Mexikói-öbölben ez Mobile-t, New Orleans-t, és Galvestont jelentette. Brownsville (Texas) és a mexikói Matamoros (Tamaulipas) a Rio Grande torkolatánál olyan speciális kivételt képez, melyet nemzetközi kihatásai miatt ez a szócikk nem tárgyal. Galvestont az Unió 1862. október 4-én elfoglalta, de 1863. január elsején a Konföderáció visszaszerezte, s ezután a háború végéig déli kézen maradt, nyitva a blokád feltörésére irányuló kísérletek előtt. Csakhogy a Mississippi-n túli hadszíntér minden más kikötőjével együtt használhatatlanná vált Vicksburg elvesztése után, mivel a fő gyapottermelő vidékektől elvágták.

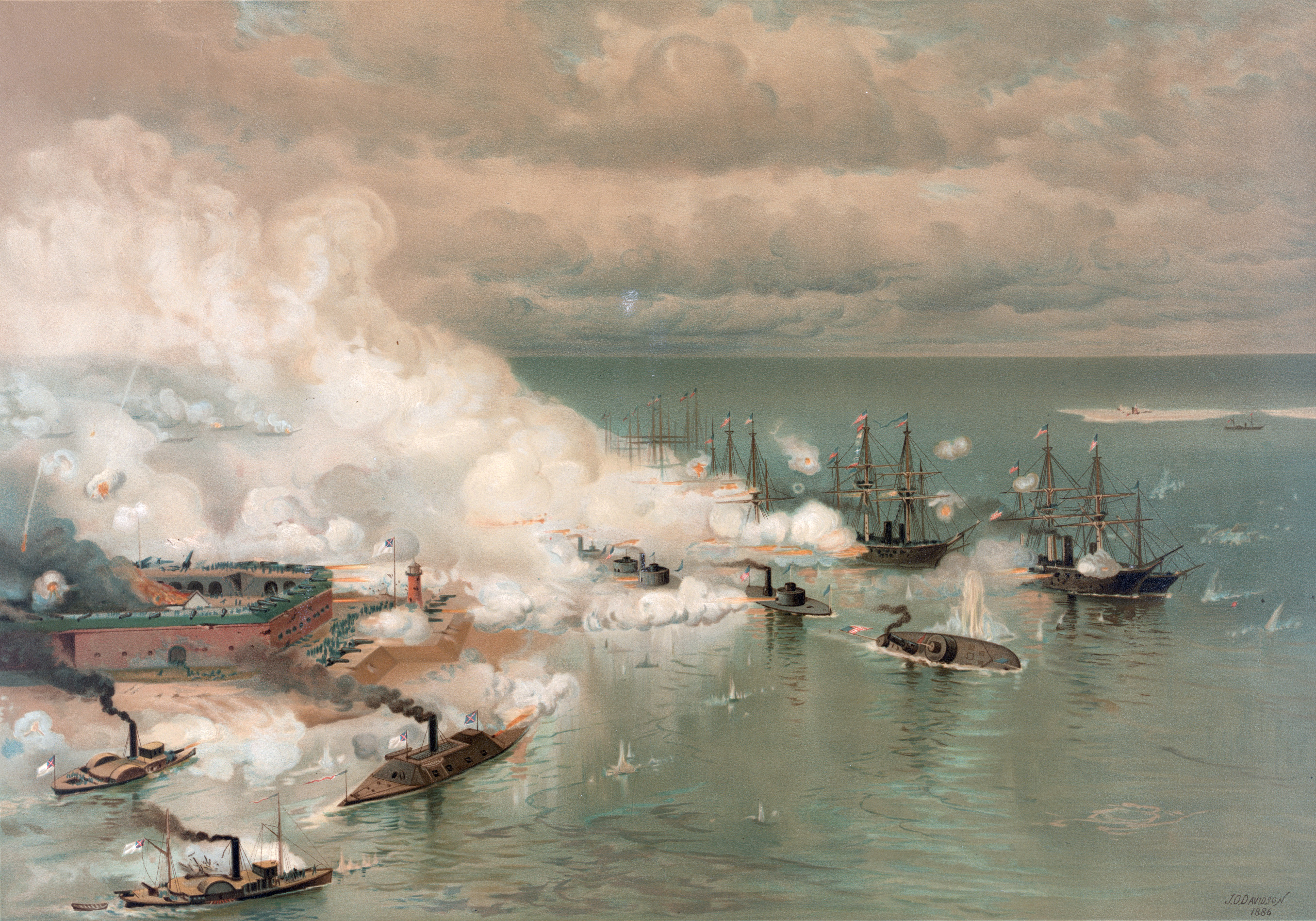
Mobile Bay-i csata, Louis Prang festménye, kb. 1884.

A Bizottság ajánlotta, hogy a Ship Islandet, a Mobile és New Orleans között félúton elhelyezkedő hajó alakú szigetet foglalják el és építsék ki bázisul a (West) Gulf Blockading Squadron hajói számára. Ezt könnyű volt megvalósítani, mivel 1861. szeptember 16-án a konföderációs véderő attól való félelmében, hogy az uniós tengeri fölény elvágja a szárazföldtől feladta a szigetet. Aggodalmuk megalapozott volt; másnap a USS Massachusetts által partra tett északi katonák elfoglalták a szigetet. A szigetet nem csak tengerészeti bázissá és szénraktárrá építették ki, de ez lett a nem sokkal később a Mississippi-delta ellen indított művelet kiinduló pontja, mely Fort Jackson és Fort St. Philip erődjei mellett való áttörés után New Orleans elestét kikényszerítette.
New Orleans elfoglalása után a blokád érvényesülésével szemben csak Mobile kikötője jelentett kihívást. Ez azonban jó ideig így is maradt. 1864 augusztusában Farragut engedélyt és csapatokat kapott a Tengerészeti- és a Hadügyminisztériumtól, hogy a Mobile-öböl bejáratát védő erődöket elfoglalja. Ezen művelet folyamán hangzott el Farragut elhíresült mondása: "Fenébe a vízibombákkal, teljes sebességgel előre!". A flotta áttörése után összecsaptak a CSS Tennessee páncélos hajóval és legyőzték azt. Ezt követően az uniós katonák megostromolták és elfoglalták Fort Powellt, Fort Gaines-t és Fort Morgant. Mobile városa és kikötője konföderációs kézen maradt, de az erődök eleste miatt az öbölből való kihajózás lehetetlenné vált.

## A terv értékelése
Az Anakonda-terv jelentősége másfél évszázaddal az amerikai polgárháború lezárta után is némely vonatkozásában vita tárgya. A háború egyáltalán nem az a relatíve áldozatok nélküli összecsapás lett, mint azt Scott altábornagy ígérte az eredeti javaslatában. A legtöbb hadtörténész egyetért azzal, hogy ez csak az alapstratégia módosulását jelentette, de Rowena Reed amellett érvel, hogy nem létezett semmilyen koherens északi stratégia a Dél legyőzésére. Reed szerint a washingtoni kormányzat nem volt képes akaratát a csatatéren szolgáló csapatparancsnokokra erőltetni, így a háború inkább egymástól független hadjáratokból tevődött össze, melyek mindegyike olyan célt tűzött ki, amilyen az illető parancsnok éppen kívánatosnak tartott. E nézet szerint az Anakonda-terv sémáját ráhúzzák a később lefolyt események rendezése céljából, holott az események történése idején rendező elképzelés nem létezett.
A racionális terv létét elismerő történészek szerint a vita két részre osztható. Az első a Mississippi-völgyének elfoglalása, s ezzel a Mississippin túli területek elszigetelésének fontossága mindenki által elismert. Azzal minden jelenkori történész egyetért, hogy a nyugati hadszíntér hadjáratai ugyanolyan fontosak voltak, mint a keletiek. Az 1863 közepe előtti események mind a Vicksburg bevételére való előkészületként foghatóak fel és ebben az értelemben az Anakonda-terv javaslatai realitást nyertek, létjogosultsága igazolódott. A blokád értékelése azonban ellentmondásos marad. Senki sem állítja, hogy a blokád önmagában meg tudta volna nyerni a háborút Észak számára. De ha önmagában nem is volt elégséges, a kérdés az, vajon nélkülözhetetlen volt-e, vagyis a Dél ellenállása vajon kitartott volna-e egy megegyezéses fegyverszünetig a blokád nélkül?
A blokád fontosságát tagadók általában kétfajta érvet szoktak használni. Elsőként azt, hogy a blokád nem volt igazán szilárd. A háború folyamán a blokádelkerülő próbálkozások háromnegyede sikeres volt. Az az egynegyed rész, melyet elfogtak, leírható volt műveleti veszteségként. Másodszor (és ez a fontosabbik faktor) a déli hadseregek ellátása elé nem a blokád gördített akadályt elsősorban, hanem saját vasútvonalaik lehasznált állapota. A vonalak karbantartásához szükséges vas hiányát azonban okozhatta a blokád.
A blokád hatásossága mellett érvelők interpretációjában a déli gazdaságot a végén megfojtotta a blokád. Rámutatnak, hogy az Észak-Virginiai hadsereg, az egyedül a Konföderáció rendelkezésére álló erő 1865-ös összeomlása Wilmington elvesztése után nagyon hamar bekövetkezett. Ez szerintük nem volt véletlen. Ezenkívül a blokád célja nem merült ki pusztán abban, hogy elfogják az azt feltörni igyekvő hajókat, hanem az elrettentésen keresztül is hatott. A blokádtörők ugyan számosak voltak, ámd ezeket a hajókat kénytelenségből a lehető leggyorsabbra tervezték és nem pedig nagy mennyiségű áru szállítására. A hagyományos, méretes rakterű szállítóhajók nem tudtak hozzáférni a Konföderáció áruihoz. Az áruinak, elsősorban a gyapotnak eladásában akadályozott Konföderáció pénzügyileg már 1862-ben nehézségekkel küzdött. Gazdasága folyamatosan hanyatlott és lakossága fokozatosan hitét veszítette kormányában.
A blokád továbbá importeltérítő hatással is járt, mely további áruhiányt okozott. A hajótulajdonosokat a 25%-os elfogási kockázat abban tette érdekeltté, hogy minden hajójuk a lehető legértékesebb importcikkekkel legyen megrakodva, mivel azokon azonos kockázat mellett magasabb profitot tudtak realizálni. Emiatt hajlamosak voltak nem a háborúhoz igen nagy mértékben szükséges anyagokat, hanem luxuscikkeket, parfümöket, értékes italokat behozni. 1864 májusában a Konföderációs Kongresszus kénytelen volt törvényileg kitiltani az állami tulajdonú blokádtörő hajókról a "nem létfontosságú cikkeket". Az intézkedés elkésett a háború kimenetének befolyásolásához, ráadásul más árrögzítési törvényekkel párosulva megölte az amúgy is nagy kockázatú blokádtörő kereskedelem rentabilitását. Emiatt a blokád áttörésére irányuló hajlandóság a Konföderáció intézkedései következtében is csökkent.

## Külső hivatkozások
- Az Anakonda-terv az Encyclopedia Virginia-ban
- A National Park Service honlapja az Anakonda-tervről Archiválva 2014. december 31-i dátummal a Wayback Machine-ben